# Love, Peace & Nappiness
Love, Peace & Nappiness è il secondo album in studio del gruppo hip hop statunitense Lost Boyz, pubblicato nel 1997.

## Tracce
1. Intro
2. Summer Time
3. Me and My Crazy World
4. Beasts from the East
5. Love, Peace & Nappiness
6. Black Hoodies (Interlude)
7. So Love
8. My Crew
9. What's Wrong
10. Certain Things We Do
11. Games
12. Get Your Hustle On
13. Tight Situations
14. Day 1
15. Why
16. From My Family to Yours (Dedication)